# Familiensoziologie
Die Familiensoziologie ist eine Spezielle Soziologie, die Familien aus soziologischer Perspektive untersucht.
Hill und Kopp definieren Familie als fachwissenschaftlichen Begriff als auf Dauer angelegte Verbindung von Mann und Frau mit gemeinsamer Haushaltsführung und mindestens einem eigenen (oder adoptierten) Kind. Das ist die klassische Definition der Kernfamilie. Josef Brüderl schlägt dagegen eine weiter fassende Definition im Sinne einer „Soziologie der privaten Lebensformen“ vor.

## Gegenstandsbereich und Methoden
Zum Gegenstandsbereich der Familiensoziologie, der sich immer weiter differenziert, gehören u. a. Partnerwahl, Heirats- und Fertilitätsverhalten, Familienformen, Geschlechterverhältnis in der Familie, Eltern-Kind- und intergenerationale Beziehungen in späteren Phasen der Familie, Verwandtschaftsbeziehungen, innerfamiliale Kommunikation, familiale Sozialisation, Rollenbilder und Arbeitsteilung, Alltagsorganisation, Familienbudget, Scheidung und die sozialen Auswirkungen des demographischen Wandels und familienrechtlicher Regulierung auf die privaten Lebensformen.
Zu den Methoden der Familiensoziologie gehören neben Sekundäranalysen der amtlichen Statistik quantitative und qualitative empirische Untersuchungen sowie der internationale Vergleich. Neben sozialstrukturellen Merkmalen werden immer stärker subjektive und kulturelle Einflussfaktoren analysiert. Oft werden biographische Methoden und Längsschnittuntersuchungen verwendet.

## Geschichte

### Vorläufer
Bereits Aristoteles stellt in der Nikomachischen Ethik Betrachtungen über Verwandtschaft, Partnerschaft und Freundschaft sowie über Liebe und Tauschbeziehungen in Partnerschaften an, die als ethisch geprägte Vorläufer familiensoziologischer Untersuchungen angesehen werden können.
Bis zum Zeitalter der Aufklärung erschien die Funktion der Familie weitgehend auf die Produktion von Nachkommen und auf den Fortbestand des Namens und Besitzes beschränkt. Mit Beginn der Industrialisierung führten wachsende Ängste vor Überbevölkerung zu einer Befassung mit dem Fertilitätsverhalten. Thomas Robert Malthus plädierte für Enthaltsamkeit und späte Heirat, um das Bevölkerungswachstum in den Griff zu bekommen, aber auch für eine verbesserte Bildung als Instrument zur Senkung der Geburtenrate.
In der zweiten Hälfte des 19. Jahrhunderts stieg im Zuge der Verbreitung der Erkenntnisse der Evolutionstheorie das Interesse an Ursprung und Entwicklung der Familie. Johann Jakob Bachofen stellte die Universalität des Patriarchats infrage. Karl Marx betonte die Rolle der Familie für die Reproduktion der Arbeitskraft und untersuchte die Folgen der Trennung von Produktion und Reproduktionssphäre, die unter vorindustriellen Verhältnissen weitgehend vereint waren.

### Konservative und sozialreformerische Wurzeln der Familiensoziologie
Fréderic Le Play, den man oft als ersten Familiensoziologen bezeichnet, entwickelte unter dem Einfluss der katholischen Soziallehre die monographische Methode zur Erforschung der Lage der Familien in Frankreich, bei der nicht das Individuum, sondern die (Arbeiter-)Familie bzw. der Haushalt das Forschungsobjekt war. Die Kleinfamilie erschien ihm jedoch als Verfallsprodukt, die grundbesitzende patriarchalische Großfamilie wurde von ihm als Familientypus absolut gesetzt. In Deutschland verfolgte Wilhelm Heinrich Riehl ein ähnliches Ziel: Beide Autoren verbindet ein quasi naturrechtlich begründetes dichotomisches Geschlechterbild. Émile Durkheim untersucht die Tendenz zur „Kontraktion“ der Familie auf einen immer engeren Kreis. Er hält dies für ein Phänomen der Oberschichten, während die Unterschichten meist schon immer im Klein- oder „Gattenfamilien“ (famille conjugale) gelebt hätten.
Gegen Ende des 19. Jahrhunderts traten die Folgen der Kollision von Industrialismus und Familienstrukturen in den Vordergrund: das Schicksal der Kinder – Kinderreichtum erschien zunächst als Risikofaktor, als Ursache für das Abgleiten der unteren Schichten in Kriminalität und Pauperismus, dann wieder als patriotische Pflicht –, später die zunehmende Frauenerwerbstätigkeit und die Emanzipation der Frauen.

### Strukturell-vergleichende und funktionalistische Familiensoziologie
Vor dem Ersten Weltkrieg und in den 1920er Jahren entwickelte sich auch eine vergleichende strukturell orientierte Familienforschung innerhalb der Kulturanthropologie und Ethnologie. Verwandtschaftssysteme wurden systematisch verglichen und zunehmend als soziale Konstrukte identifiziert. So fand Bronisław Malinowski Stammesgesellschaften vor, die keine biologische Vaterschaft kannten oder sie ignorierten.
Nach dem Ersten Weltkrieg überwogen in Europa und den USA pessimistische Einschätzungen der Chancen der Erhaltung von Ehe und Familie als Institutionen. Robert MacIver wies zwar auf den Funktionsverlust der (Klein-)Familie hin, vertrat jedoch die Position, dass diese Funktionen besser von anderen Organisationen in der Gesellschaft übernommen werden könnten, so dass die Familie entlastet werde und ihr Gefühlsleben intensivieren könne. In den 1940er Jahren wies René König jedoch auf die daraus resultierende Tendenz zur Überforderung der Familienintimität hin.
In der deutschen Nachkriegszeit standen zunächst der Aspekt der Schwächung der Verwandtschaftssysteme durch die strukturelle Isolation der Kleinfamilie und die Rolle der Frauenerwerbstätigkeit im Vordergrund von familiensoziologischen Untersuchungen. In den USA entwickelte sich in den 1950er und 1960er Jahren die Familiensoziologie im Zuge des beschleunigten sozialen Wandels besonders stürmisch; bei von der Psychoanalyse beeinflussten Autoren wie Erik H. Erikson und Talcott Parsons traten die Themen der Sozialisation und Identifikation in der Familie sowie der familialen Mechanismen der Internalisierung von Normen in den Vordergrund. Parsons gelangt dadurch zu allgemeinsoziologisch relevanten Aussagen über die Bedeutung der familialen Sozialisation für die Fundierung der sozial-kulturellen Person und das Überdauern der Familie. Die Kernfamilie sei die einfachste Form eines sozialen Systems; damit wird jedoch die Minimaldefinition zu einem idealtypischen Modell, das die empirische Forschung behindern kann. Damit wurde die Familiensoziologie auch mit der Kleingruppenforschung eng verknüpft.
Helmut Schelsky registrierte 1953, dass die Familie gegenüber diesem schnellen sozialen Wandel ins Hintertreffen gerate. Diese Rückständigkeit gefährde die Stabilität der Familie und erfordere sozialpolitische Anpassungsmaßnahmen der Familie an die moderne Gesellschaft.
In den 1960er und 1970er Jahren rückte Dieter Claessens die Familie noch einmal in einen größeren kulturanthropologischen Analysezusammenhang. In der Folgezeit wurde die institutionalistische Analyse der rechtlichen und Herrschaftsbeziehungen in der Familie immer mehr vernachlässigt. Aus der nunmehr scheinbar völlig freien Partnerwahl folgen jedoch nach wie vor zahlreiche Entscheidungsprozesse, die Einfluss auf Verwandtschaftsbeziehungen, Eigentumsverhältnisse, Zugang zum Arbeitsmarkt sowie auf die berufliche Karriere haben.
Seit den 1980er Jahren verdrängte die mikrosoziologische Betrachtungsweise der Familie als spezifisches (Interaktions-)System in Verbindung mit immer spezialisierteren Studien die Analyse der Familie im Kontext des gesellschaftlichen und wirtschaftlichen (makrosoziologischen) Wandels. Für Niklas Luhmann ist das Kommunikationssystem der Familie den psychischen Systemen seiner Mitglieder geradezu ausgeliefert, was zu „enthemmter Kommunikation“ führe – eine Kommunikation, die zulässt, dass zu jeder Zeit alles und jedes thematisiert wird, ohne dass sie durch Codes und Programme strukturiert und gebändigt werden kann. Die Gesamtheit der Familien ist für Luhmann anders als für Franz-Xaver Kaufmann kein System im Sinne eines der großen gesellschaftlichen Funktionssysteme.

### Individualisierung der Gesellschaft und Soziologie privater Lebensformen
Wesentlich weiter bei der Dekonstruktion des Familienbegriffs geht der bereits in der Renaissance einsetzende, im Postfordismus radikalisierte moderne Individualismus mit seiner Betonung der Autonomie des Einzelnen und der individuellen Optionen auf Kosten sozialer Bindungen. Die rigorose Enttraditionalisierung aller Lebenszusammenhänge und die Entstehung neuer privater Lebens- und gleichgeschlechtlicher Partnerschaftsformen lässt die Zukunft einer speziellen Familiensoziologie fraglich erscheinen; zu erwarten ist wohl eher ein Rückbau der komplexen Ausdifferenzierung von „Bindestrichsoziologien“.
Durch die Zunahme der Migration wäre gleichzeitig ein gestiegener Bedarf an interkulturell vergleichender Familien- und Jugendforschung zu erwarten, der bisher jedoch kaum umfassend befriedigt ist, reduziert sich die Forschung in diesem Bereich doch oft auf Umfragen. Diese freilich weisen auf wichtige Forschungsdesiderate hin: So hat die Familie für Migrantenfamilien aus Südeuropa vor allem eine emotionale Funktion; für türkische Migranten ist hingegen nach wie vor die ökonomische Funktion der Familie wichtig; sie stellt wichtiges Soziales Kapital dar. Die neuen privaten Lebensformen und ihre Implikationen (z. B. gewollte Kinderlosigkeit, Fernbeziehungen, sinkende Haushaltsgrößen, Armutsgefährdung Alleinerziehender) sind bisher eher Gegenstand deskriptiver Studien mit geringem theoretischen Anspruch geblieben, die zudem auf geringen Fallzahlen basieren. Das vereinfachte Bild einer sich fortschreitend individualisierenden und pluralisierenden Gesellschaft verdeckt z. B. den Blick auf neue Standardisierungen wie die typische nichteheliche Lebensgemeinschaft junger Leute. Schon früher empfahl René König eine Historisierung der Theorie in der Familiensoziologie, um deren Blick auf die Wirklichkeit frei zu machen und sie zur Wahrnehmung der Vielfalt der familialen Lebensformen zu befähigen, die sich am ehesten mit dem aus der Familienpsychologie entnommenen Begriff der Familienkonstellationen beschreiben lässt.
Hinsichtlich der Pluralisierung der Familien- bzw. Lebensformen wird mittlerweile zwischen einer Pluralisierung der Sozialstruktur (z. B. Polarisierung zwischen kinderlosen Lebensgemeinschaften und Familien mit Kindern) und einer Pluralisierung der Lebensformen im Zeitablauf unterschieden (z. B. zeitliche Verschiebung wichtiger Lebensphasen, Häufigkeit des Wechsels der Lebensformen).
Ein hoher empirischer Forschungsbedarf ergibt sich auch aus der Notwendigkeit der Wirksamkeitskontrolle familienpolitischer Programme. Aber auch institutionelle Probleme wie das der rechtlichen Legitimation von Familienstrukturen stellen sich erneut angesichts von Patchworkfamilien oder gleichgeschlechtlichen Partnerschaften.